# Jacob Arminius
Jacob Arminius eller Jacobus Arminius (født 10. oktober 1560, Oudewater, død 19. oktober 1609, Leiden i Nederlandene) var en nederlandsk reformert præst og teolog og grundlægger af arminianismen.
Jacob Arminius var fra 1588 præst i Amsterdam. I 1603 blev han professor i teologi ved universitetet i Leiden.
Han tilbageviste den calvinistiske lære i den reformerte kirke om prædestinationen (forudbestemmelsen af frelsen og fortabelsen) og stiftede den remonstrantiske kirke. Jacob Arminius døde 1609 i Leiden. Efter sin død blev han fordømt som kætter af den katolske kirke.

## Literatur
- Wilfried Plock: Warum ich weder Calvinist noch Arminianer bin. Verbindende Gedanken zu einem trennenden Thema. CMD, Hünfeld 2017, ISBN 978-3-945973-09-7.
- Keith D. Stanglin: Arminius on the Assurance of Salvation: The Context, Roots, and Shape of the Leiden Debate, 1603–1609. Brill 2007. ISBN 978-90-04-15608-1